# باشگاه فوتبال ایواته گرولا موریوکا
باشگاه فوتبال ایواته گرولا موریوکا ژاپنی: いわてグルージャ盛岡 باشگاه فوتبالی در شهر استان ایواته، ژاپن است که در جی‌لیگ ۳ بازی می‌کند. این باشگاه در سال ۲۰۰۳ میلادی پایه‌گذاری شده است.